# Стара Оселиця
Стара Оселиця (словен. Stara Oselica) — поселення в общині Гореня вас-Поляне, Горенський регіон, Словенія. Висота над рівнем моря: 799,5 м.